# Numericable
Numericable es un operador de cable y de telecomunicaciones de Francia. Creado en 2007 con la fusión de Noos y NC Numericable networks. Numericable Group SA se funda en agosto de 2013 para actuar como la compañía madre y poder sacar su participación en la bolsa de valores. La compañía proporciona cable y servicios de banda ancha en Francia, Luxemburgo y Portugal, ofreciendo televisión digital y analógica, Internet, y servicios de teléfono fijo. Desde entonces 2008, Numericable también ofrece servicios telefónicos móviles a sus clientes.
Proveedor principal de cable, internet y televisión en la Francia metropolitana, desde 2012, Numericable soporta la mayor red de banda ancha de Francia, incluyendo una porción pequeña que utiliza fibra óptica o FTTX.
En 2013, y tras fracasar las negociaciones con la compañía de telecomunicaciones francesa SFR, la compañía dio los primeros pasos para una oferta pública de venta en el índice Euronext de París.
En 2014, Numericable, respaldado por su accionista mayoritario Altice, hizo una oferta para comprar SFR a Vivendi, segundo más grande operador de Francia. La oferta incluía 11.000 millones de euros en efectivo, 3.000 millones de euros en acciones de Numericable y hasta 750 millones de euros de incremento por Altice. Numericable se fusionó con SFR en noviembre de 2014 para formar Numericable-SFR.

## Historia

### Origen de la red
En 1982, Ley 82-652 abolió el monopolio estatal y creó el Consejo y la Autoridad de Comunicación Audiovisual para supervisar la consiguiente liberalización del sector audiovisual francés. En 1982, se aprobó el Plan de Cable Nacional de Francia con el ambicioso objetivo de conectar un millón de casas en 5 años, utilizando las técnicas más novedosas del momento, incluyendo comunicación por fibra óptica. Para financiar el proyecto, un público-la sociedad privada estuvo puesta en colocar aquello dejó operadores privados para utilizar las redes instaladas por France Télécom.
En 1985, el grupo "Lyonnaise des eaux" creó la compañía Paris Câble, que más tarde se llamó Lyonnaise Câble, Noos y Numericable. Lanzado oficialmente en 1986, el Plan Nacional de Cable marcó el inicio del uso comercial de redes de cable en París. En 1996, 16 operadores regionales se fusionaron para fundar un operador, Lyonnaise Communications.

### De Lyonnaise Câble a Noos
En mayo de 2000, Noos devenía el nombre de marca de Lyonnaise Comunicaciones en un movimiento que estuvo acompañado por la armonización de Lyonnaise redes de cable. Siguiendo su estrategia de expansión nacional, Noos tomó sobre el cable ventajas televisivas de grupo francés NTL en noviembre de 2001.
Al llegar a este punto, tres operadores de cable siguieron en empresariales: Telecomunicación de Francia, NC Numericable y Noos.

### Nueva fibra óptica y diversificación
NC Numericable Y Noos fusionó en 2006. Un año más tarde, la marca Noos desaparecido y estuvo reemplazado por el nombre Numericable. Un logotipo nuevo y campaña de marketing era posteriormente lanzado en agosto de 2007. Por primera vez, todo de redes de cable francés era técnicamente poseído por una compañía.
En 2007, Numericable anunció que haya firmado un tratar Bouygues Telecomunicación para utilizar su red móvil, así abriendo la manera a ofrecer servicios móviles a sus clientes. La compañía posteriormente lanzó el servicio en 2008.

### Lanzando fibra optic tecnología en Francia
Numericable Estuvo lanzado como operador de red virtual móvil en mayo 16.º 2011, anunciando un ‘unlimited' oferta y destacando su competitividad. Para acompañar su desarrollo empresarial, Numericable lanzó un ‘juego triple' oferta de internet, costando cuatro euros por mes, en septiembre 13.º 2011.
Para competir con las ofertas nuevas lanzaron por compañía rival Gratis, Numericable lanzó un ‘unlimited' plan de teléfono celular que cuesta €19.99 por mes en enero 23.º 2012, contribuyendo al movimiento general de la compañía para bajar precios.
Para competir con competidores' terminales de Internet, Numericable anunció el lanzamiento de ‘Cajas por Numericable', un producto que es ambos módem y auricular. Según el operador, la caja deja acceso a 300 canales temáticos, al Internet y para hacer un unlimited número de llamadas a landlines y números móviles en Francia, así como a varias ubicaciones internacionales. Para los clientes elegibles, la Caja deja una conexión de internet de velocidad alta (hasta 200 segundo/de megabytes) mientras está enlazado a una red local. La Caja también da su acceso de clientes a vídeos encima-demanda (VOD) y aplicaciones de red sociales múltiples, como Twitter.

### Oferta Pública de Valores
Mientras el nombre del grupo era Numericable, la administración quedó legalmente administrada por dos compañías separadas: Numericable SAS y NC Numericable (anteriormente sabido cuando Noos). Ypso Aguantando S.à r.l. Era una compañía de holding que controla Numericable compañías, poseídos por el americanos Carlyle Grupo (35%), la empresa de equidad privada británica Cinven (35%) y Altice, un operador de cable basado en Luxemburgo (30%). El 2 de agosto de 2013, Numericable Grupo SA estuvo formado como la compañía de padre de Numericable compañías de grupo.
Encima el 19 de septiembre de 2013 Numericable el grupo anunció el lanzamiento de un proceso legal y financiero apuntado en la ofrenda Pública Inicial de la compañía en la bolsa de valores de París, regulado por NYSE Euronext. El objetivo declarado era para obtener recursos financieros nuevos para invertir en fibra francesa-optic desarrollo. Las participaciones estuvieron ofrecidas el 7 de noviembre de 2013.
En noviembre de 2014, el vigilante de competición de Francia aprobó un trato para Numericable para adquirir Francia Móvil Virgen para €325 millones.

## Red nacional
Numericable controla la mayoría de la red de cable en Francia, representando 9,5 millones de casas potenciales (el 32% de casas francesas). La compañía tiene 3.5 millones de suscriptores televisivos, 1,037,000 para internet y 753,000 para servicios telefónicos.
Tan de junio de 2012, las cuentas de operador del cable sobre un millón medio alto-fibra de velocidad-optic los clientes y 4.6 millones de casas conectaron a la red. Más tarde que año en noviembre de 2012, una nota de prensa de compañía anunció que el número había crecido a casi 600,000. Según las cifras publicadas por Arcep, Numericable soporta el 70% de la fibra óptica del mercado.

## Red internacional
Numericable también opera en Luxemburgo y Portugal. Antes de que su filial local fuera independiente, Numericable estaba también presente en Bélgica.

## Lista de ejecutivos
- Philippe Besnier (marzo de 2005 – agosto de 2008)
- Pierre Danon (septiembre de 2008 – diciembre de 2010)
- Eric Denoyer (diciembre de 2010 – presente)

## Accionariado
Después de que su listado en el NYSE de París Euronext bolsa de valores, los accionistas principales de Numericable son el fondo de inversión luxemburg Altice (30%), con las siglas ATC en el NYSE de Ámsterdam Euronext bolsa de valores desde entonces enero de 2014 y está controlado y dirigido por el francés-telecomunicaciones e inversor israelíes ejecutivo Patrick Drahi, el grupo de equidad privado americano Carlyle Grupo (26.3%), y la empresa de equidad privada británica Cinven (18.2%).